# Central Park Place
Central Park Place este o clădire ce se află în New York City.

## Legături externe
- Central Park Place la CityRealty